# Dorina Pieper
Dorina Pieper (Lüdenscheid, 25 de junio de 1970) es una deportista alemana que compitió para la RFA en biatlón. Ganó una medalla de bronce en el Campeonato Mundial de Biatlón de 1989, en la prueba por equipos.

## Palmarés internacional
| Campeonato Mundial | Campeonato Mundial  | Campeonato Mundial | Campeonato Mundial |
| Año                | Lugar               | Medalla            | Prueba             |
| ------------------ | ------------------- | ------------------ | ------------------ |
| 1989               | Feistritz (Austria) | Medalla de bronce  | Equipo             |